# Zoe Telford
Zoe Telford es una actriz de televisión inglesa nacida en Inglaterra, es más conocida por su papel en la película Hitler: The Rise of Evil (interpretando a Eva Braun).

## Biografía

### Primeros años
Nació en Norwich, Inglaterra. Comenzó a entrenar como bailarina a una edad muy temprana y continuó hasta los 20 años.  Asistió a la Italia Conti Academy of Theatre Arts. Su primera oportunidad fue en el programa The Bill, un drama policial en 1993.

### Carrera
Después de aparecer como invitada en la serie de televisión The Bill, apareció como invitada en varios programas de la televisión británica antes de conseguir su primera miniserie de nombre The Last Train (1999). Uno de sus primeros trabajos fue sin duda reconocibles en la primera temporada de Canal 4 al aparecer en la serie Teachers (2001) donde interpretó a Maggie, una oficial de policía y la novia de Simon Casey (interpretado por Andrew Lincoln).
En la película para televisión Men Only (2001), interpretó a Alice, una enfermera que fue violada por un grupo de hombres que conocía (interpretados por, entre otros, Stephen Moyer y Martin Freeman) y con los que coqueteaba. Luego interpretó a la trabajadora social Christina Leith en Real Men (2003), un drama televisivo de dos partes que abordó el tema de la pedofilia.
Después apareció en la película Hitler: The Rise of Evil (interpretanto a Eva Braun) que fue nominada al Emmy en 2003. La película para televisión fue transmitida por CBS con cierta controversia ya que, según se informa, "comparó la aceptación de la nación del ataque preventivo de la administración Bush contra Irak con el clima de miedo que permitió que Hitler prosperara".  Su tiempo de pantalla fue corto ya que la película se centró más en los eventos que condujeron a la Solución Final. En la película de Agatha Christie Muerte en el Nilo (2004) interpretó a Rosalie Otterbourne, una de los pasajeros de cruceros junto a Emily Blunt, James Fox y David Suchet. Luego actuó como Alison Jackman en la película Poder absoluto (2003-2005) dirigida por Stephen Fry para BBC.
Posteriormente apareció como Emily Trefusis en la película Marple de Agatha Christie basada en la novela homónima El misterio de Sittaford, la cinta fue producida conjuntamente por ITV Granada y WGBH-TV. El espectáculo fue transmitido en los EE. UU. en 2006 como parte de PBS escrita por Mystery!, como una serie de antología la cual marcó su primera colaboración con Laurance Fox. También estuvo en tres películas diferentes en el mismo año: This Charming Man, The Painted Veil (protagonizada por Naomi Watts ) y The Truth (protagonizada por Elizabeth McGovern ). 
Interpretó a Abigail Thomas, Secretaria Privada Asistente (APS) del Sovereign, en la serie de 8 episodios de ITV The Palace.(2008). El programa se concibió originalmente como una respuesta a The West Wing, pero tuvo que sufrir varios cambios de guion y "terminó siendo un género completamente diferente".  Trabajó por primera vez con Juliet Stevenson en la serie de tres partes de ITV A Place of Execution; el programa fue transmitido en los Estados Unidos en 2009 como parte de Mystery para PBS.
Telford apareció en otros programas de procedimiento, incluida Law & Order: UK (2009), la segunda temporada de Criminal Justice (2009), donde interpretó a la abogada defensora del personaje de Maxine Peake , Julie, Collision (2009), que se transmitió en los Estados Unidos por PBS, Masterpiece, como reportero de tabloide independiente en dos episodios de la serie de comedia The Thick of It (2009) y Foyle's War (2010).
Apareció en los episodios 2 y 3 de la primera temporada de Sherlock (2010) de la cadena BBC interpretando a Sarah (una colega médica e interés amoroso del Dr. John Watson, interpretado por Martin Freeman).   
La aparición de Telford como Freya Carlisle en Lewis (2011) la reunió con Juliet Stevenson y James Fox.
Por su papel de Paula, en la película Greyhawk ganó un Premio de Mención Especial en el Festival Internacional de Cine de Edimburgo de 2014 donde se estrenó la película.
Apareció en los episodios iniciales de la temporada 17 de Silent Witness (2015) como DCI Jane de Freitas. Su papel de Bella Cross, la hija de uno de los principales sospechosos de la primera temporada de Unforgotten (2015) la reunió con su ex coprotagonista en El último tren, Nicola Walker. Ella desempeñó el trágico Clara Haber en la primera temporada de National Geographic Genius - Einstein (2017). Apareció en otras series de televisión británicas (y en productos básicos de PBS) como Crimen en el paraíso (2018) como Michelle Devaux, una jugadora de póquer profesional, y Grantchester (2019) como la profesora Jean Simms, directora del Departamento de Informática de laUniversidad de Cambridge.
Interpretó a Sarah Bradford, la esposa desaparecida del DI David Bradford en la serie de televisión London Kills (2019), producida por Acorn TV y adquirida por la BBC para su lanzamiento en 2020 en el Reino Unido.

## Filmografía
| Año       | Título                                       | Papel                     | Notas                                              |
| --------- | -------------------------------------------- | ------------------------- | -------------------------------------------------- |
| 1993      | La factura                                   | Helen Shaw                | Episodio: "Días lluviosos y lunes"                 |
| 1995      | Soldier Soldier                              | Chloe Green               | Episodio: "El juego del ejército"                  |
| 1998      | Peak Practice                                | Sarah O'Shaughnessy       | Episodio: "Todos se caen"                          |
| 1998      | Invasión: Tierra                             | Enfermera Louise Reynolds | 1 episodio                                         |
| 1999      | The Last Train                               | Roe Germaine              | 6 episodios                                        |
| 2001      | Profesores                                   | Maggie                    | 8 episodios                                        |
| 2001      | Solo hombres                                 | Alicia                    | película de televisión                             |
| 2003      | Hombres reales                               | Christina Leith           | película de televisión                             |
| 2003      | Hitler: The Rise of Evil                     | Eva Braun                 | Película de televisión                             |
| 2003-2005 | Poder absoluto                               | Alison Jackman            | 12 episodios                                       |
| 2004      | Born and Bred                                | Rita Lennox               | Episodio: "Grueso como ladrones"                   |
| 2004      | Agatha Christie's Poirot : Muerte en el Nilo | Rosalie Otterbourne       |                                                    |
| 2004      | Cutting It                                   | Dulcima Goodrush          | 1 episodio                                         |
| 2005      | Twisted Tales                                | Davina                    | Episodio: "Txt Msg Rcvd"                           |
| 2005      | Match Point                                  | Samantha                  |                                                    |
| 2005      | Deuce Bigalow: European Gigolo               | Lirio                     |                                                    |
| 2005      | The Golden Hour                              | Dra. Jane Cameron         | 4 episodios                                        |
| 2006      | La verdad                                    | Florecer                  |                                                    |
| 2006      | Marple: El misterio de Sittaford             | Emily Trefusis            |                                                    |
| 2006      | Vida futura                                  | Piedad                    | Episodio: "Canción de cuna"                        |
| 2006      | The Painted Veil                             | Leona                     |                                                    |
| 2007      | The Waiting Room                             | Jem                       |                                                    |
| 2008      | El Palacio                                   | Abigail Thomas            | 8 episodios                                        |
| 2008      | A Place of Execution                         | Nicola Curry              | 3 episodios                                        |
| 2009      | Law & Order: UK                              | Sara Fraser               | Episodio: "Honor Bound "                           |
| 2009      | Justicia penal                               | Anna Klein                | Serie 2, 5 episodios                               |
| 2009      | Colisión                                     | Sandra Rampton            | 3 episodios                                        |
| 2009      | Beyond the Pole                              | Toronjil                  |                                                    |
| 2009      | The Thick of It                              | Marianne Swift            | 2 episodios                                        |
| 2010      | Foyle's War                                  | Lucy Jones                | Episodio: "Matar el tiempo"                        |
| 2010      | Ashes to ashes                               | Louise Gardiner           | 1 episodio                                         |
| 2010      | Sherlock                                     | Dra. Sarah Sawyer         | 2 episodios: "The Blind Banker" y "The Great Game" |
| 2011      | Lewis                                        | Freya Carlisle            | Episodio: "Cosas viejas, infelices y lejanas"      |
| 2012      | Habitación en la cima                        | Eva Storr                 | Película de televisión                             |
| 2013      | Sí ministro                                  | Claire Sutton             | Serie 1, 6 episodios                               |
| 2013      | Jo                                           | Christina Sittler         | Episodio: "Opera"                                  |
| 2013      | Love and Marriage                            | Michelle paraíso          | Serie 1, 6 episodios                               |
| 2013      | Greyhawk                                     | Paula                     |                                                    |
| 2015      | Silent Witness                               | DCI Jane De Freitas       | Episodio: "Nido de francotirador" (2 partes)       |
| 2015      | Unforgotten                                  | Bella Cross               | Serie 1, 5 episodios                               |
| 2017      | Mass Effect: Andrómeda                       | Foster Addison            | Voz en off de videojuegos                          |
| 2017      | Genius                                       | Clara Haber               | Serie 1, Episodios 6 y 7                           |
| 2018      | Kiss Me First                                | Tracey                    | Episodio: "Nunca podrás volver a casa"             |
| 2018      | Crimen en el paraíso                         | Melanie Devaux            | Temporada 7, episodio 2 "Hay mucho en juego"       |
| 2019      | Grantchester                                 | Jean Simms                | Serie 4, episodio 3                                |
| 2019      | London Mills                                 | Sarah Bradford            | Serie 2, episodio 5                                |